# 廉贞煞
风水学认为，住宅若能靠山而建，则属大吉，但如果靠的是怪石嶙峋、寸草不生的荒山，则属于廉贞煞。

## 危害及化解方法
风水学家称，如果犯了廉贞煞，会对事业造成影响，得不到领导赏识、难遇贵人帮扶；如果是行政人员，则会没有实权，部下阳奉阴违。而其化解方法如下：
1.常把窗帘落下
2.在犯煞方悬挂白玉葫芦或五帝钱
3.放置四对貔鳅来阻挡

## 相关资料
1. ↑  李, 计忠. . 团结. 2010.
2. ↑  李, 计忠. . 团结. 2010.
3. ↑  李, 计忠. . 团结. 2010.